# Jameln
Jameln est une commune d'Allemagne située dans l'arrondissement de Lüchow-Dannenberg du Land de Basse-Saxe.

## Personnalités liées à la ville
Le mathématicien Bernhard Riemann (17 septembre 1826 - 20 juillet 1866) est né dans cette commune, dans le village de Breselenz.